# Eli Harold
Eli Harold (Virginia Beach, 20 gennaio 1994) è un giocatore di football americano statunitense che milita nel ruolo di outside linebacker per i San Francisco 49ers della National Football League (NFL).

## Biografia

### San Francisco 49ers
Dopo avere giocato al college a football a Virginia, Harold fu scelto nel corso del terzo giro (79º assoluto) del Draft NFL 2015 dai San Francisco 49ers. Debuttò come professionista subentrando nella gara del primo turno contro i Minnesota Vikings. La sua stagione da rookie terminò con 14 tackle disputando tutte le 16 partite, di cui una come titolare.

## Statistiche
| Partite totali      | 16  |
| Partite da titolare | 1   |
| Tackle totali       | 14  |
| Sack                | 0,0 |
| Intercetti          | 0   |
| Fumble forzati      | 0   |

Statistiche aggiornate alla stagione 2015